# 八幡書店
株式会社八幡書店（はちまんしょてん）は、日本の出版社。古神道・オカルト・精神世界・その他の総合系出版社。

## 歴史
1982年に伝説的オカルト雑誌の編集長を歴任し、精神世界に造詣の深い武田崇元が、神道・民間信仰の専門図書出版を目的に設立。
1988年、ホロフォニクスの国内権利を取得してAV分野に進出し『ホロフォニクス・ライブ』がベストセラーとなる。
1989年に米国製シンクロ・エナジャイザーの取扱を開始しブレイン・マインド・ブームを起こす。翌年に次世代機開発の自社プロジェクトをスタートさせ脳内VRマシン『メガ・ブレイン』『スターゲイザー』へと結実。
書籍は出口王仁三郎の霊界物語を筆頭に古神道の重要文献から、運命学、精神世界、現代ニューエイジの著作に至るまでの書籍群を刊行。主な著者に大宮司朗、波木星龍がいる。
また、出口王仁三郎自身が大正時代にＳＰ盤に吹き込んだ天津祝詞や神言の音源に音楽とリズムをミックスし古式八雲琴の演奏などをフィーチャーしたＣＤを発売している。
　　　　  

## 特色
古神道、古史古伝、ユダヤ問題、占い、予言、武術等の分野を中心に出版。特に、戦前に出版された書籍の復刻出版で知られる。

## 参考web
- 本屋でござーる 出版社の案内 八幡書店